# ベンヤミン・クライブリンク
ベンヤミン・クライブリンク（ドイツ語: Benjamin Kleibrink , 1985年7月30日 - ）はドイツのノルトライン＝ヴェストファーレン州デュッセルドルフ出身のフェンシング選手。左利き。
2007年のフェンシング世界選手権では団体決勝で15-13でイタリアのアンドレア・バルディーニに敗れ2位に終わった。また、同大会のフルーレ個人では同じドイツのピーター・ヨピッヒに準決勝で敗れ3位に終わっている。
2008年の北京オリンピックでは男子フルーレ個人に出場、1回戦で日本の千田健太、2回戦、3回戦でも中国の選手を破り、決勝戦では日本の太田雄貴を15-9で破って金メダルを獲得した。
2012年のロンドンオリンピックでは男子フルーレ個人の初戦で太田雄貴に5-15で敗れた。